# Daniel Bekono
Daniel Bekono N’Dene (ur. 31 maja 1978 w Jaunde) – kameruński piłkarz występujący na pozycji bramkarza.

## Kariera klubowa
Bekono zaczynał w Canonie Jaunde. W 2000 roku zajął z tym klubem dopiero 7. pozycję w lidze. Rok później było lepiej, bowiem Canon uplasował się na 4. miejscu, aż w końcu w 2002 roku zdobył mistrzostwo. Bekono odszedł na sezon do Fovu Baham, z którym zajął 7. pozycję w lidze, po raz drugi w karierze. W sezonie 2003/2004 Bekono wyjechał do Bułgarii, by grać w tamtejszym klubie, Beroe Stara Zagora i od razu wywalczył z nim awans do I ligi bułgarskiej, rozgrywając 11 meczów w pierwszym składzie. W pierwszym sezonie w najwyższej klasie rozgrywkowej Beroe miało walczyć o utrzymanie. Plan się powiódł, a Bekono i spółka zajęli 10. miejsce w tabeli. W sezonie 2005/2006 również klub ten zajął 10. miejsce, a kameruński bramkarz przyczynił się do tego, swoimi dwunastoma meczami w pierwszym składzie. W 2008 roku podpisał kontrakt z CSKA Sofia.

## Kariera reprezentacyjna
W 2000 roku grał na Igrzyskach Olimpijskich w Sydney, kiedy to „Nieposkromione Lwy” pokonały Hiszpanię 5:3 w karnych, 2:2 w regulaminowym czasie. Warto dodać, że piłkarze z Afryki przegrywali 2:0 i musieli odrabiać straty, co im się udało. Decydującą jedenastkę o pierwszym złotym medalu dla swojego kraju na bramkę zamienił Pierre Womé. Tym samym został bohaterem meczu. Hiszpanie zajęli drugie miejsce, a trzecie przypadło zespołowi z Chile. Jak na razie to największy sukces w karierze Bekono. W tym samym roku sięgnął po złoty medal na Pucharze Narodów Afryki 2000. Reprezentacja Kamerunu pokonała w finale Nigerię 4:3, dopiero po serii rzutów karnych.

## Kariera w liczbach
| Sezon   | Klub               | Kraj     | Flaga    | Rozgrywki         | Mecze | Gole |
| ------- | ------------------ | -------- | -------- | ----------------- | ----- | ---- |
| 2000    | Canon Jaunde       | Kamerun  | Kamerun  | Première Division | ?     | ?    |
| 2001    | Canon Jaunde       | Kamerun  | Kamerun  | Première Division | ?     | ?    |
| 2002    | Canon Jaunde       | Kamerun  | Kamerun  | Première Division | ?     | ?    |
| 2003    | Fovu Baham         | Kamerun  | Kamerun  | Première Division | 25    | 0    |
| 2003/04 | Beroe Stara Zagora | Bułgaria | Bułgaria | Grupa B           | 11    | 0    |
| 2004/05 | Beroe Stara Zagora | Bułgaria | Bułgaria | Grupa A           | 6     | 0    |
| 2005/06 | Beroe Stara Zagora | Bułgaria | Bułgaria | Grupa A           | 12    | 0    |
| 2006/07 | Beroe Stara Zagora | Bułgaria | Bułgaria | Grupa A           | 13    | 0    |
| 2007/08 | Beroe Stara Zagora | Bułgaria | Bułgaria | Grupa A           | 15    | 0    |
| 2008/09 | CSKA Sofia         | Bułgaria | Bułgaria | Grupa A           | 15    | 0    |
| 2009/10 | CSKA Sofia         | Bułgaria | Bułgaria | Grupa A           | 0     | 0    |